# Orthotospovirus
Famille
Genre
Espèces de rang inférieur
- Alstroemeria necrotic streak orthotospovirus
- Alstroemeria yellow spot orthotospovirus
- Bean necrotic mosaic orthotospovirus
- Calla lily chlorotic spot orthotospovirus
- Capsicum chlorosis orthotospovirus
- Chrysanthemum stem necrosis orthotospovirus
- Groundnut bud necrosis orthotospovirus
- Groundnut chlorotic fan spot orthotospovirus
- Groundnut ringspot orthotospovirus
- Groundnut yellow spot orthotospovirus
- Hippeastrum chlorotic ringspot orthotospovirus
- Impatiens necrotic spot orthotospovirus
- Iris yellow spot orthotospovirus
- Melon severe mosaic orthotospovirus
- Melon yellow spot orthotospovirus
- Mulberry vein banding associated orthotospovirus
- Pepper chlorotic spot orthotospovirus
- Polygonum ringspot orthotospovirus
- Soybean vein necrosis orthotospovirus
- Tomato chlorotic spot orthotospovirus
- Tomato spotted wilt orthotospovirus
- Tomato yellow ring orthotospovirus
- Tomato zonate spot orthotospovirus
- Watermelon bud necrosis orthotospovirus
- Watermelon silver mottle orthotospovirus
- Zucchini lethal chlorosis orthotospovirus

Orthotospovirus est un genre de virus, le seul de la famille des Tospoviridae, qui comprend 26 espèces.  Ce sont des Virus à ARN monocaténaire à polarité négative rattachés au groupe V de la classification Baltimore, qui infectent  diverses espèces d'Angiospermes (phytovirus).
C'est l'unique genre de cette famille créée par scission de la famille des Bunyaviridae. Toutes les autres espèces décrites de la famille des Bunyaviridae infectent des animaux vertébrés.
Ce genre tire son nom de la découverte du Tomato Spotted Wilt Virus (TSWV, virus de la maladie bronzée de la tomate) en Australie en 1915. Il est resté le seul genre connu de la famille jusqu'au début des années 1990 quand la caractérisation génétique des virus découverts chez les plantes devint plus courante. Il existe au moins vingt « espèces » virales dans la famille. Dans l'ensemble, ces virus ont été documentés dans des infections concernant plus de 800 espèces de plantes de 82 familles différentes.

## Génome
Ce virus a un génome ARN  , il est donc classé dans le Groupe V des virus à ARN simple brin à polarité négative).  La structure du génome ressemble à celle du genre Phlebovirus. Le génome est linéaire et a une taille de 17,2 kb. Il comprend trois segments appelés S (2,9 kb), M (5,4 kb) et L (8,9kb). les segments d'ARN M et S codent des protéines dans une orientation ambisens.

## Transmission
Les Tospovirus sont des Arbovirus dont le  vecteur est généralement un thrips. Au moins dix espèces de thrips de la famille des Thripidae ont été confirmés comme vecteurs de la transmission de treize, ou plus, Tospovirus. Les thrips vecteurs ne sont pas étroitement apparentés, ce qui implique que l'infection de chaque espèce de thrips a une origine indépendante, qui a pu se transmettre horizontalement par l'intermédiaire d'hôtes communs. Il y a peut-être d'autres espèces de thrips capables de transmettre des virus similaires, mais elles n'ont pas été documentées sur des cultures ayant une importance économique significative.
Des recherches récentes concluent que les thrips ne peuvent être infectés par les Tospovirus que pendant les  phases larvaires de leur développement, du fait que la nymphose et la métamorphose suppriment la connexion entre les glandes salivaires et les tissus musculaires infectés de l'intestin moyen. Les adultes transmettent le virus par leurs glandes salivaires infectées, et les adultes non-infectés ne peuvent pas transmettre le virus. Bien entendu, le contrôle de l'infection en limitant la transmission des plantes infectées vers les larves de thrips ou en prévenant la dispersion des adultes à partir des plantes infectées sont des stratégies clés dans la prévention des épidémies de cette maladie,.

## Importance en agriculture
L'infection par ces virus se traduit par des taches disséminées et le flétrissement des plantes, la réduction de la végétation, et finalement la mort de la plante hôte. Aucun traitement antiviral n'a été mis au point pour les plantes infectés par des Tospovirus, et les plantes infectées doivent être retirées du champ et détruites de manière à empêcher l'extension de la maladie.
Un grand nombre de familles de plantes sont connues pour être sensibles aux attaques des virus du genre Tospovirus. On y trouve notamment des plantes alimentaires (telles que arachides, pastèques, piments, tomates, courgettes, etc.) ainsi que des espèces ornementales importantes en horticulture florale (callas des fleuristes, impatientes, crysanthèmes, iris, 'etc.).

## Diagnostic
Les premiers symptômes d'une infection sont difficiles à diagnostiquer. Chez les plantes nouvellement infectées, les symptômes caractéristiques consistent en l'enroulement des feuilles vers l'intérieur et la multiplication de taches bronzées suivies par des points noirs sur les feuilles. Au fur et à mesure de la progression de l'infection, de nouveaux symptômes apparaissent parmi lesquels des stries sombres sur la tige principale et un flétrissement de la partie supérieure de la plante. les fruits peuvent se déformer, murir de façon inégale et souvent montrer des bosses à leur surface. Dès lors qu'une plante est infectée, la maladie ne peut plus être enrayée.

## Épidémiologie
Le virus de la maladie bronzée de la tomate (TSWV) est répandu sous climat chaud dans les régions à forte population de thrips. Ce virus est un organisme nuisible pour l'agriculture en Asie, en Amérique, en Europe et en Afrique. Au cours des quinze dernières années, des attaques de maladie bronzée de la tomate se sont multipliées dans ces régions. le TSWV est donc décrit comme une maladie virale végétale émergente. Son expansion croissante est largement due à la pullulation du principal vecteur, le thrips Frankliniella occidentalis.  Un autre thrips, Scirtothrips dorsalis, a aussi été impliqué dans la transmission d'au moins trois espèces de Tospovirus, mais son efficacité en tant que vecteur est discutée. Des tests immunologiques et des études de « compétence » du vecteur indiquent que S. dorsalis pourrait être un porteur non-transmetteur pour certaines souches du virus.
Le succès de ce virus a également été attribué à l'acquisition dans le segment M du génome d'un gène qui code une protéine de mouvement. Cette protéine permet au virus d'infecter une large gamme d'hôtes. Le gène codant cette protéine a vraisemblablement été acquis par recombinaison soit d'un plante hôte, soit d'un autre phytovirus.

## Lutte
La lutte contre cette maladie est difficile. L'une des raisons de cette difficulté réside dans la large gamme d'hôtes qui permet au virus d'hiverner en passant d'une culture à l'autre. Pour prévenir la diffusion du virus, il faut enlever et détruire immédiatement les plantes infectées. La lutte contre les insectes, en particulier les thrips, est essentielle pour limiter la diffusion du virus par ses vecteurs.